# Smokepurpp
Omar Jeffery Pineiro (ur. 15 maja 1997 w Chicago) znany pod pseudonimem jako Smokepurpp – amerykański raper i producent muzyczny pochodzenia, który urodził się w Chicago, a obecnie mieszka w Miami. 
Smokepurpp odniósł sukces dzięki platformie SoundCloud w 2015. Wypuścił wtedy piosenkę ''Ski Mask''. W krótkim czasie wystąpił jeszcze w piosence ''It's nothin'' jako wykonawca gościnny i stworzył piosenkę ''Audi''. Pineiro wydał swój debiutancki komercyjny mixtape Deadstar 28 września 2017 r. a mixtape osiągnął 42 miejsce na liście albumów Billboard 200.